# Diecezja Mondovì
Diecezja Mondovì – diecezja Kościoła rzymskokatolickiego we Włoszech, w metropolii Turynu. Obejmuje terytorium należące do dwóch świeckich regionów administracyjnych: Piemontu, a dokładniej jego prowincji Cuneo, oraz Ligurii, a ściślej prowincji Savona. Została erygowana 5 czerwca 1388 roku.